# Metaphrynella
Metaphrynella es un género de ranas de la familia Microhylidae que se encuentra en el sur de la península malaya y en Borneo.

## Especies
Se reconocen las dos especies siguientes según ASW:
- Metaphrynella pollicaris (Boulenger, 1890).
- Metaphrynella sundana (Peters, 1867).